# Valser Tal (Nordtirol)

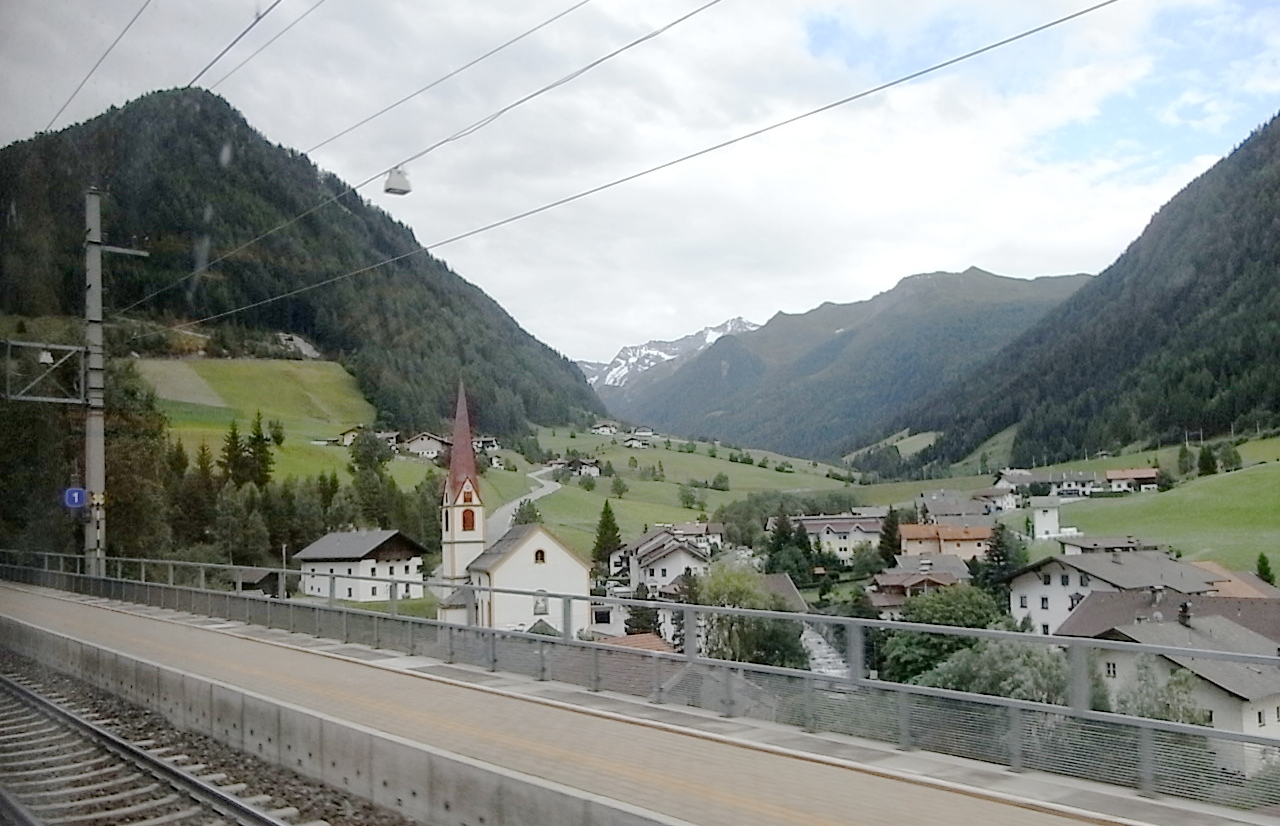
St. Jodok mit dem Eingang ins Valser Tal

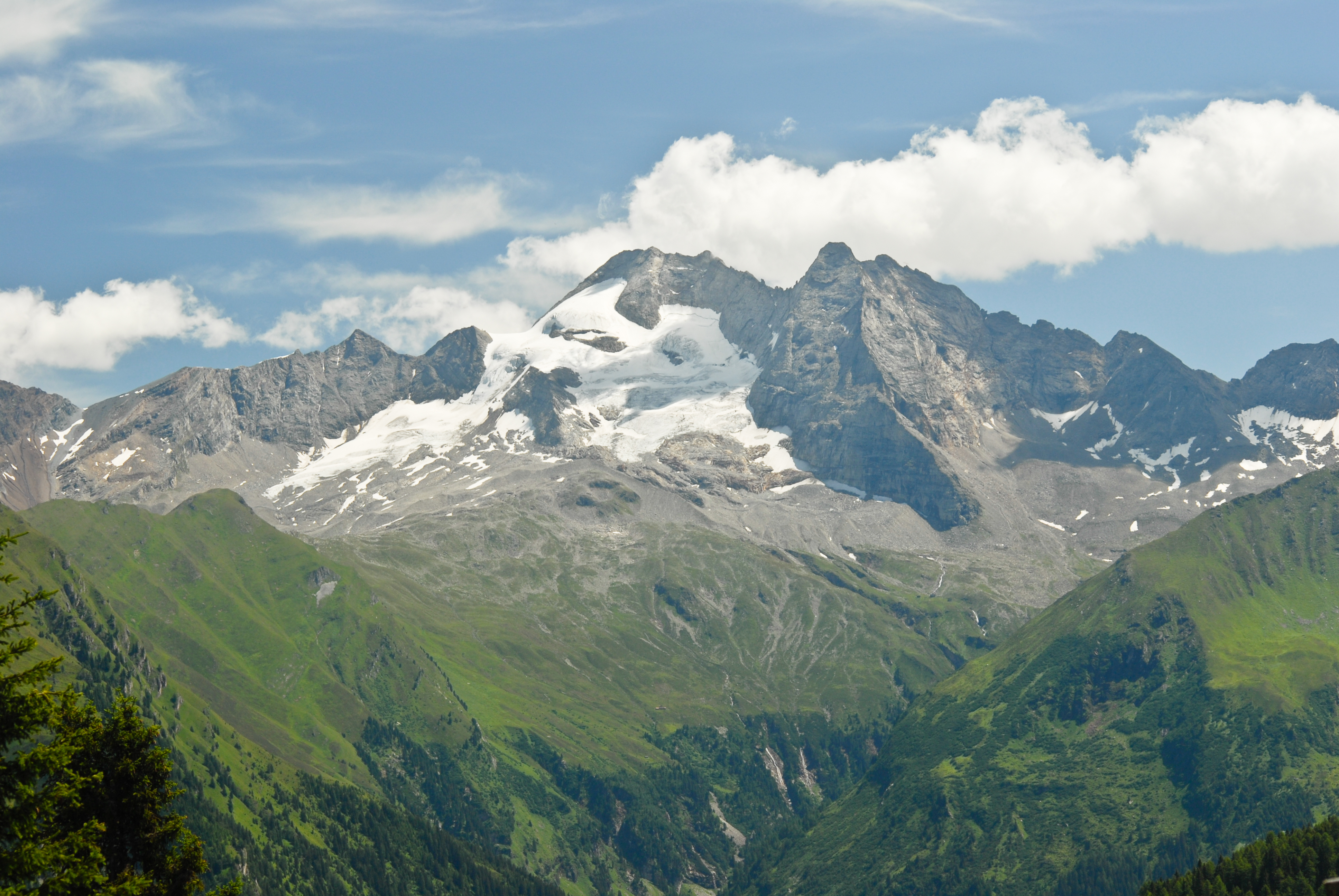
Der Talschluss mit dem Olperer und dem Fußstein

Das Valser Tal, auch Valsertal, ist ein Seitental des Nordtiroler Wipptals, das sich von St. Jodok am Brenner nach Osten in die Zillertaler Alpen erstreckt. Das Tal wird vom Valser Bach durchflossen, der sich in St. Jodok mit dem Schmirnbach vereinigt und kurz darauf in die Sill mündet. Der Talschluss bis zum Tuxer Hauptkamm bildet das Naturschutzgebiet Valsertal. Zusammen mit St. Jodok und dem Schmirntal bildet das Valser Tal seit 2012 ein Bergsteigerdorf.

## Geographie
Bei St. Jodok (1129 m ü. A.) vereinigen sich das Valser Tal und das nach Nordosten führende Schmirntal und münden gemeinsam ins Wipptal. Das Valser Tal führt allmählich ansteigend zunächst in südöstlicher, dann in östlicher Richtung. Den Talschluss bildet der Tuxer Hauptkamm, der vom Olperer (3476 m ü. A.) dominiert wird. Hier befinden sich mit dem Alpeiner Ferner und dem Olpererferner zwei kleinere Gletscher.
Über den Padauner Sattel (ca. 1570 m ü. A.) besteht ein Übergang ins südöstlich annähernd parallel verlaufende Wipptal, über die Alpeiner Scharte (2959 m ü. A.) in den Zamser Grund und damit ins Zillertal.
Das Tal liegt zur Gänze im Gemeindegebiet von Vals. Es ist mit den Zerstreuten Häusern Außervals und Innervals besiedelt, die durch eine Landesstraße, die 4,9 km lange Valser Straße (L 230), erschlossen sind. Der Taleingang wird von der Brennerbahn gequert, die in einer Kehrschleife um St. Jodok an Höhe gewinnt.

## Geologie
Das Valser Tal liegt vorwiegend in der weichen Schieferhülle des Tauernfensters.
Wie das Schmirntal lässt es sich in zwei Teile gliedern. Der obere Abschnitt bis Kolb ist ein relativ breites Trogtal mit einem Alluvialboden und den Überresten der Endmoräne des Gschnitz-Stadiums. Der untere Abschnitt ist enger, tiefer und steiler als der obere. Der Talboden und die Abhänge sind mit Moräne bedeckt, bei St. Jodok findet sich ein hoher Wall der Mittelmoräne.
Von Innervals erstreckt sich eine Ader aus blauem und weißem Marmor zum südlich benachbarten Venntal. Dieser wurde früher abgebaut und u. a. für die Bodenplatten der Pfarrkirche St. Jodok, des Doms zu St. Jakob und der Innsbrucker Hofburg verwendet.

## Geschichte
Das Tal wurde ursprünglich von rätischen Bauern aus Mauern bei Steinach als Almgebiet genutzt und vallis genannt, was einfach „Tal“ bedeutet. Der im 12. Jahrhundert begründete Prämonstratenserkonvent Stift Wilten war seit dem Mittelalter im Tal begütert und verfügte über eine eigene Urkundenlade Güter zu Schmirn und Vals. Aus den Almen entwickelten sich im 13. Jahrhundert die ersten Bergbauernhöfe.
Im Mittelalter führte der Weg zum Brenner in diesem Abschnitt nicht durch das Wipptal, sondern durch das untere Valser Tal und über den Padauner Sattel.
Im Zweiten Weltkrieg wurde unterhalb der Alpeiner Scharte mit großem Aufwand ein Molybdänbergwerk errichtet, um den für die Stahlerzeugung wichtigen Rohstoff zu gewinnen.
Am 24. Dezember 2017 ereignete sich ab 18:17 Uhr MEZ ein Bergsturz, der die Valser Landstraße (L230) auf einer Länge von etwa 150 Metern verschüttete und zahlreiche Bewohner von der Außenwelt abschnitt.

## Naturschutzgebiet
Der Talschluss wurde 1942 unter Naturschutz gestellt. Das Gebiet wurde 2001 erweitert und umfasst heute eine Fläche von 35,19 km² in einer Seehöhe von 1295 bis 3410 m ü. A. bei einem Mittelwert von 2150 m ü. A.
Das Naturschutzgebiet Valsertal ist auch als Natura 2000-Gebiet ausgewiesen. Es ist  relativ wenig erschlossen und umfasst alle Vegetationsbereiche von der montanen bis zur nivalen Höhenstufe. An den Nordhängen reicht der Wald bis auf 1900 m, Zirben wachsen auch noch höher. Die trockenen Südhänge sind weitgehend unbewaldet.
Die Talböden werden traditionell bewirtschaftet, an den Bächen finden sich Feuchtwiesen und Auen, die insbesondere mit Grauerlen bewachsen sind. In den mittleren Höhenbereichen finden sich alte Almen, darüber liegen hochalpine schroffe Hänge und die teilweise vergletscherten Gipfelregionen.
Das Schutzgebiet bietet einen Lebensraum für zahlreiche Vogelarten wie Alpenschneehuhn, Birkhuhn, Auerhuhn, Schwarzspecht, Dreizehenspecht oder Steinhuhn und dient als Brutgebiet für Zugvögel wie Mehlschwalbe, Hausrotschwanz und Zilpzalp.
Wie andere Täler im Brennergebiet weist das Valser Tal einen außergewöhnlichen Blumenreichtum auf. Es wurden 28 Pflanzengesellschaften und 428 Pflanzenarten nachgewiesen, von denen 36 in der Roten Liste gefährdeter Pflanzenarten verzeichnet sind. Zu den vorkommenden Pflanzen gehören u. a. Ährige Glockenblume, Gelber Frauenschuh, Wolfs-Eisenhut, Alpenaster, Breitblättriges Knabenkraut, Wohlriechende Händelwurz, Schwarzes Kohlröschen, Rosa Kugelorchis und Weiße Höswurz.